# 奧蒂斯 (麻薩諸塞州)
奧蒂斯（英語：Otis）是一個位於美國麻薩諸塞州伯克夏縣的鎮。

## 人口
根據2020年美國人口普查的數據，奧蒂斯的面積為98.50平方千米，當中陸地面積為92.05平方千米，而水域面積為6.45平方千米。當地共有人口1634人，而人口密度為每平方千米17人。